# جون رايت (مدير فني)
جون رايت (بالإنجليزية: John K. Wright)‏ هو مدير فني أمريكي، ولد في 8 نوفمبر 1948.